# Leptothorax humerosus
Leptothorax humerosus är en myrart som beskrevs av Carlo Emery 1896. Leptothorax humerosus ingår i släktet smalmyror, och familjen myror. Inga underarter finns listade i Catalogue of Life.